# 恰翁灣

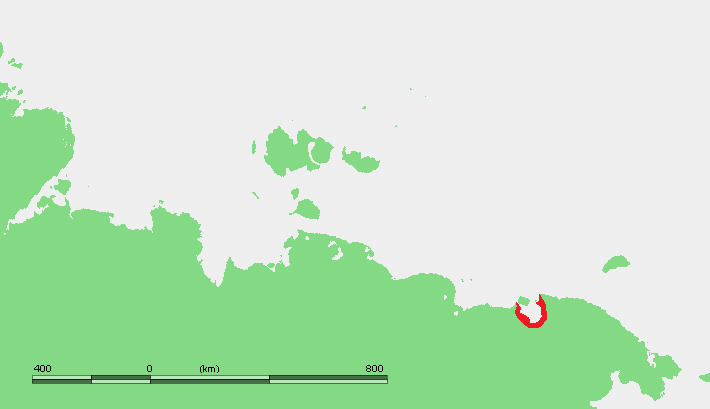

恰翁灣（Чаунская губа）是俄羅斯的海灣，位於東西伯利亞海，由楚科奇自治區負責管轄，長140公里、寬110公里，港口有佩韋克，全年大部分時間結冰。

## 外部連結
- All locations （页面存档备份，存于）
- Lemmings[永久]

69°21′N 169°46′E / 69.350°N 169.767°E